# Невероятно огромный человек
«Невероятно огромный человек» (англ. The Amazing Colossal Man) — американский фильм ужасов 1957 года.

## Сюжет
Подполковник армии США Гленн Мэннинг получает сильнейшие ожоги в результате ядерного взрыва новейшей плутониевой бомбы. Несмотря на это он не только выживает, но раны на его теле быстро затягиваются. Это — результат радиоактивного облучения. Однако радиация вызвала ещё один неожиданный эффект: Мэннинг начал стремительно увеличиваться в размерах, пока не достиг высоты в 20 метров. Однако сердце отстает в своем росте от других частей тела, поэтому в скором времени Мэннинг может умереть.
Военные врачи в спешном порядке разработали сыворотку, которая остановит рост человека, но поздно: Мэннинг сбегает из госпиталя, озлобленный на весь мир. Поисковая группа находит гигантского пациента, ему успевают сделать инъекцию препарата, однако он только остановит рост, но не уменьшит его до нормальных размеров.
В ярости от боли Мэннинг убивает одного из медиков и хватает свою невесту Кэрол, унося её (в невменяемом состоянии) на плотину Гувера. Там другой врач (доктор Линдстром) убеждает его отпустить девушку.
Воспользовавшись таким шансом, военные открывают по великану шквальный огонь. Мэнинг получает ранение из базуки и падает в воду.

## В ролях
- Гленн Ланган — подполковник Гленн Маннинг / Невероятно огромный человек
- Кэти Даунс — Кэрол Форрест
- Уильям Хадсон[англ.] — доктор Пол Линстром
- Ларри Тор — майор Эрик Коултер
- Джеймс Сиэй — полковник Халлок
- Фрэнк Дженкс — водитель грузовика
- Хэнк Паттерсон[англ.] — Генри
- Джимми Кросс — сержант в приёмной
- Джин Мурхэд[англ.] — девушка в ванной
- Эдмунд Кобб[англ.] — доктор Макдермотт
- Диана Даррин — медсестра в приёмном отделении больницы

## Факты
- В 1958 году вышло продолжение — «Война великана». Оба фильма были показаны в 1990-х в телешоу «Театр загадочной науки 3000» (англ. Mystery Science Theater 3000)[2].
- Главный персонаж фильма является прототипом Невероятного Халка (появился в 1962 году).
- Главный персонаж фильма наносит сильный урон Лас-Вегас-Стрип, в том числе уничтожает Вика из Вегаса[3].
- Премьерный показ в разных странах[4]:
  - США — 25 октября 1957 (только в Нью-Йорке); 21 июня 1994 (выход на видео)
  - Швеция — 10 марта 1958
  - Западная Германия — 22 июня 1962